# 勞氏魮
勞氏魮（学名：Barbus lauzannei）為輻鰭魚綱鯉形目鯉科的其中一個種。被IUCN列為瀕危保育類動物，分布於非洲幾內亞及賴比瑞亞Loffa河上游流域，本魚具些微中凸的背面輪廓，長的觸鬚。前面的觸鬚達到在後部眼中的1/2，在後部的觸鬚達到前鰓蓋。側線完整，褐色的背面，白色的腹面，背鰭軟條11枚；臀鰭軟條8枚，體長可達7公分。

## 扩展阅读
維基物種上的相關：勞氏魮